# Per te ho ucciso
Per te ho ucciso (Kiss the Blood off My Hands) è un film noir del 1948 diretto da Norman Foster. È ispirato al romanzo di Gerald Butler.

## Trama
Un ex-soldato, Bill Saunders, uccide accidentalmente un uomo in un pub di Londra dopo una rissa. Fugge e si nasconde a casa di Jane Wharton, un'infermiera che vive da sola, la quale, nonostante sospetti una natura violenta in lui lo aiuta e gli trova un lavoro. In seguito Harry Carter, che ha assistito all'assassinio, lo ricatterà coinvolgendolo in una serie di rapine.